# 4466 Abai
4466 Abai је астероид главног астероидног појаса са средњом удаљеношћу од Сунца која износи 2,940 астрономских јединица (АЈ).
Апсолутна магнитуда астероида је 12,2.